# Järnskogs socken
Järnskogs socken i Värmland ingick i Nordmarks härad, ingår sedan 1971 i Eda kommun och motsvarar från 2016 Järnskogs distrikt.
Socknens areal är 241,0 kvadratkilometer varav 228,70 land. År 2000 fanns här 1 432 invånare.  Tätorten Koppom samt sockenkyrkan Järnskogs kyrka ligger i socknen.   

## Geografi
Järnskogs socken ligger väster om Arvika vid gränsen mot Norge och kring Kölaälven och Rinnälven och sjön Vadjungen. Socknen har viss odlingsbygd i ådalarna och är i övrigt en kuperad skogsbygd

### Hemman
I Järnskog finns följande hemman: Beted, Boda, Brårud,
Fjuserud, Fjäll,
Grävbacka, Gällsbyn,
Hajom, Korsbyn,
Kronan, Lilla Koppom,
Lossbyn, Mosstakan,
Nolgård, Norra Lian,
Näved, Påterud,
Remjäng, Samteg,
Saxebyn, Skönnerud,
Slärteg, Stommen,
Stora Koppom, Strömsmark,
Södra Lian,
Söpple, Tollesbyn,
Ulfshuvdane, Vadjungsed.
Inom hemmanet Beted är kyrkan belägen.

### Järnvägen
Mellan åren 1928 och 1965 fanns järnvägsstation i Beted längs Dal-Västra Värmlands Järnväg (DVVJ). En sidobana gick härifrån till Skillingsfors. 
Skillingmarksbanan lades ner 1961 och revs därefter upp. Beted station förlorade då mycket av sin betydelse och nedklassades 1965 till håll- och lastplats. Järnvägen lades ner 1985 och revs upp några år senare. Stationshuset rivet 2003.

## Historia
Området har varit bebott i minst 7000 år och en boplats från stenåldern vid sjön Vadljungen har påträffats. Från järnåldern finns gravhögar och stensättningar.
Fynd tyder på kontakter både västerut in i nuvarande Norge och söderut mot Vänern. Socknen stiftades på 1200-talet.

### Industri
Industriellt järnbruk kom 1744 till Köla och 1838 anlades bruket i Koppom.

### Administrativ historik
Vid kommunreformen 1862 övergick socknens ansvar för de kyrkliga frågorna till Järnskogs församling och för de borgerliga frågorna bildades Järnskogs landskommun. Landskommunen utökades 1952 och uppgick 1971 i Eda kommun. Församlingen uppgick 2010 i Järnskog-Skillingmarks församling.
1 januari 2016 inrättades distriktet Järnskog, med samma omfattning som församlingen hade 1999/2000.
Socknen har tillhört län, fögderier, tingslag och domsagor enligt vad som beskrivs i artikeln Nordmarks härad. De indelta soldaterna tillhörde Värmlands regemente och Jösse kompani.

## Namnet
Namnet skrevs 1531 H(i)erneskog och har ursprungligen kommit från ett skogsområde med oklar förled, möjligen hjärna.
Före 1902 skrevs namnet Jernskogs socken.

## Befolkningsutveckling
| Befolkningsutvecklingen i Järnskogs socken 1750–1990                                                     | Befolkningsutvecklingen i Järnskogs socken 1750–1990 | Befolkningsutvecklingen i Järnskogs socken 1750–1990 | Befolkningsutvecklingen i Järnskogs socken 1750–1990 | Befolkningsutvecklingen i Järnskogs socken 1750–1990 |
| --- | ---------------------------------------------------- | ---------------------------------------------------- | ---------------------------------------------------- | ---------------------------------------------------- |
| |                                                      |                                                      |                                                      |                                                      |
| År |                                                      |                                                      | Folkmängd                                            |                                                      |
| 1750 | 1750                                                 |                                                      | 902                                                  |                                                      |
| 1760 | 1760                                                 |                                                      | 984                                                  |                                                      |
| 1769 | 1769                                                 |                                                      | 1 150                                                |                                                      |
| 1780 | 1780                                                 |                                                      | 1 159                                                |                                                      |
| 1790 | 1790                                                 |                                                      | 1 245                                                |                                                      |
| 1800 | 1800                                                 |                                                      | 1 334                                                |                                                      |
| 1810 | 1810                                                 |                                                      | 1 284                                                |                                                      |
| 1820 | 1820                                                 |                                                      | 1 476                                                |                                                      |
| 1830 | 1830                                                 |                                                      | 1 813                                                |                                                      |
| 1840 | 1840                                                 |                                                      | 2 156                                                |                                                      |
| 1850 | 1850                                                 |                                                      | 2 457                                                |                                                      |
| 1860 | 1860                                                 |                                                      | 2 788                                                |                                                      |
| 1870 | 1870                                                 |                                                      | 2 773                                                |                                                      |
| 1880 | 1880                                                 |                                                      | 2 723                                                |                                                      |
| 1890 | 1890                                                 |                                                      | 2 639                                                |                                                      |
| 1900 | 1900                                                 |                                                      | 2 786                                                |                                                      |
| 1910 | 1910                                                 |                                                      | 2 783                                                |                                                      |
| 1920 | 1920                                                 |                                                      | 2 608                                                |                                                      |
| 1930 | 1930                                                 |                                                      | 2 783                                                |                                                      |
| 1940 | 1940                                                 |                                                      | 2 595                                                |                                                      |
| 1950 | 1950                                                 |                                                      | 2 397                                                |                                                      |
| 1960 | 1960                                                 |                                                      | 2 076                                                |                                                      |
| 1970 | 1970                                                 |                                                      | 1 746                                                |                                                      |
| 1980 | 1980                                                 |                                                      | 1 629                                                |                                                      |
| 1990 | 1990                                                 |                                                      | 1 568                                                |                                                      |
| Anm: Källor: Umeå universitet - Tabellverket 1749-1859, Demografiska databasen, CEDAR, Umeå universitet. |                                                      |                                                      |                                                      |                                                      |